# Lina Ódena
Lina Ódena, wł. Paulina Odena García (ur. 22 stycznia 1911 w Barcelonie, zm. 14 września 1936 w Pantano de Cubillas) – hiszpańska krawcowa i działaczka komunistyczna. Zginęła w pierwszym miesiącu wojny domowej w Hiszpanii, a jej postać stała się ikoną hiszpańskich i katalońskich ruchów antyfaszystowskich.

## Życiorys

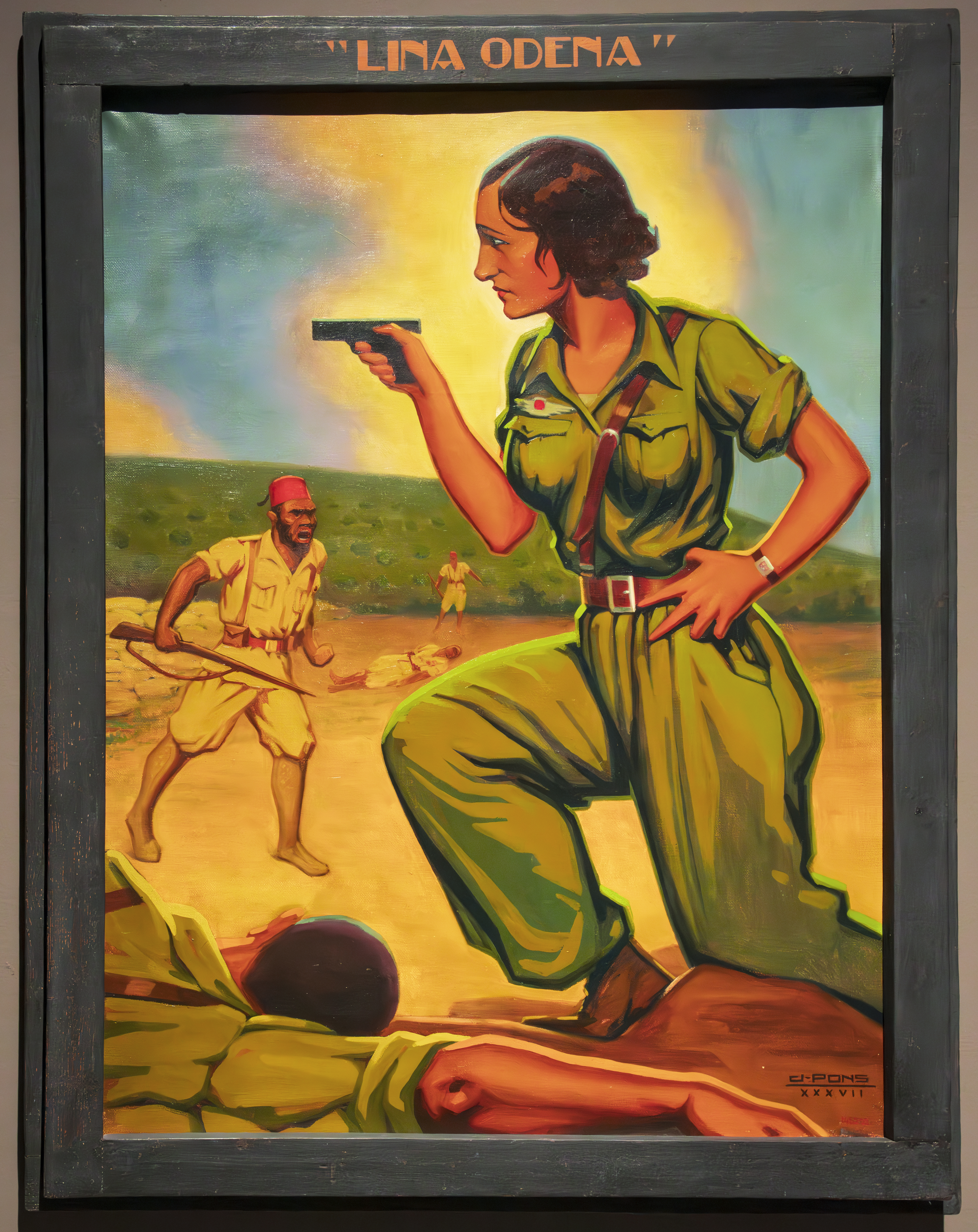
Portret bojowniczki autorstwa J. Ponsa

Pochodziła ze skromnej rodziny, jej rodzice José i Dolores, prowadzili zakład krawiecki w dzielnicy Eixample w Barcelonie. Lina Ódena jako nastolatka najpierw była w nim uczennicą, następnie pracowała jako krawcowa. Przed 1931 r. wstąpiła do Komunistycznej Partii Hiszpanii. W lipcu 1931 r. razem z grupą innych młodych działaczy z Katalonii wyjechała na 14 miesięcy do Moskwy, by uczyć się w szkole przygotowującej przyszłe kadry partii komunistycznych. Po powrocie do Hiszpanii wstąpiła do Młodzieży Komunistycznej Katalonii, organizacji młodzieżowej funkcjonującej przy niedawno utworzonej Komunistycznej Partii Katalonii. W lutym 1933 r. objęła stanowisko sekretarz generalnej Komunistycznej Młodzieży Katalonii. W tym samym roku startowała w wyborach parlamentarnych w Hiszpanii.
W październiku 1934 r. wzięła udział w zbrojnym powstaniu w Katalonii, które wybuchło na wezwanie Generalitat de Catalunya w odpowiedzi na wejście prawicowej koalicji CEDA do hiszpańskiego rządu. Jako jedna z nielicznych kobiet walczyła w nim z bronią w ręku podczas walk w Rabassada i San Cugat del Vallés. Po klęsce powstania ukrywała się, działając równocześnie w hiszpańskiej sekcji Międzynarodowej Organizacji Pomocy Rewolucjonistom, również nielegalnej. W sierpniu 1935 r. została zatrzymana przez policję w Barcelonie, jednak szybko ją zwolniono. Już w kolejnym miesiącu brała udział w IV kongresie organizacji młodzieżowych przy Międzynarodówce Komunistycznej w Kopenhadzie jako członkini delegacji Komunistycznej Partii Hiszpanii. Po powrocie kontynuowała działalność w Młodzieży Komunistycznej w Madrycie. Podczas kampanii przed wyborami parlamentarnymi w Hiszpanii w lutym 1936 r., zakończonych zwycięstwem Frontu Ludowego, wspierała w kampanii Dolores Ibarruri. W tym samym roku ponownie działała w Barcelonie, pracując nad zjednoczeniem różnych młodzieżowych organizacji radykalnej lewicy w Unię Młodzieży Socjalistycznej Katalonii (kat. Unió de Juventuts Socialistas de Catalunya).
W lipcu 1936 r. została skierowana do Almerii, gdzie miała kontynuować pracę nad przygotowaniami kongresu zjednoczeniowego organizacji młodzieżowych. Tam 18 lipca 1936 r. zaskoczyło ją wystąpienie gen. Franco i wybuch hiszpańskiej wojny domowej. Brała udział w walkach w Almerii po stronie obrońców Republiki Hiszpańskiej. Oddział, w którym walczyła, tłumił antyrządowe wystąpienia w Guadix, a następnie Motril. Lina Ódena na krótko udawała się również do Madrytu i Barcelony w celu pozyskiwania broni dla republikanów.

## Śmierć
14 września 1936 r. Lina Ódena poruszała się samochodem w pobliżu linii frontu w celu zebrania materiału do korespondencji dla komunistycznej gazety Mundo Obrero. Jej kierowca pomylił drogę i wjechał na terytorium kontrolowane przez falangistów, po czym podjechał do ich punktu kontrolnego, błędnie biorąc go za republikański. Widząc, że zostanie wzięta do niewoli, Lina Ódena zastrzeliła się. Lina Ódena została pochowana na cmentarzu w Grenadzie, następnie jej szczątki przeniesiono do ossuarium.

## Spuścizna
Lina Ódena natychmiast po śmierci stała się ikoną hiszpańskich republikanów i antyfaszystów. Wizerunek młodej kobiety z bronią pojawiał się na pocztówkach i kalendarzach, powstał również kobiecy batalion noszący jej imię. Portret bojowniczki, ukazanej w mundurze milicjantki, w przyklęku, z pistoletem w dłoni, autorstwa J. Ponsa, znajduje się w zbiorach Museu Nacional d’Art de Catalunya. Praca ta została pierwotnie nadesłana jako propozycja do ekspozycji w pawilonie Republiki Hiszpańskiej na Wystawie Światowej w Paryżu w 1937 r.
Jej imię nosi dom ludowy w Eixample, dzielnicy, w której się urodziła i wychowała.